# 张易
张易（？—？），一名启元，字仲一。籍贯不详，元朝政治人物，元世祖时中书右丞。
张易與刘秉忠、张文谦、王恂、郭守敬合稱“紫金五傑”。历任宣抚使，中书右丞，枢密院副使。性刚烈，因訛傳真金太子之命合誅權臣阿合马，後與主導此事的王著等人同時獲罪被殺。
中统元年（1260年）四月初一戊戌朔，忽必烈立中书省，以王文统为平章政事，张文谦为左丞。以八春、廉希宪、商挺为陕西四川等路宣抚使，赵良弼参议司事，粘合南合、张启元擔任西京等处宣抚使。七月癸酉，元世祖任命燕京路宣慰使祃祃行中书省事，燕京路宣慰使赵璧平章政事，张启元参知政事。中统二年（1261年）六月庚申，元世祖任命不花为中书右丞相，耶律铸为中书左丞相，张启元升为中书右丞。十月十一庚子，以右丞张启元行中书省于平阳、太原等路，为平阳、太原等路行中书省平章政事。